# Glenastle Loch
Glenastle Loch, auch Loch Glenastle oder Glencastle Loch, ist ein Doppelsee auf der schottischen Hebrideninsel Islay. Der untere der beiden Seen wird als Lower Glenastle Loch bezeichnet.

## Beschreibung
Glenastle Loch liegt im Südteil Islays auf der Halbinsel Oa etwa 1,5 km nordnordöstlich von Coillabus. Er besteht aus zwei nebeneinanderliegenden Einzelseen, von denen der westlicher gelegene auch als Lower Glenastle Loch bezeichnet wird. Beide Seen sind durch einen etwa 50 m langen Bach miteinander verbunden. Insgesamt weisen die Seen eine Länge von etwa 1,1 Kilometern bei einer maximalen Breite von etwa 180 m auf. Der Glenastle Loch liegt auf einer Höhe von 68 Metern, wären der Lower Glenastle Loch drei Meter tiefer liegt.
In Glenastle Loch münden mit Glengolach Burn, Struthan na Leacainn und Struthan na Cailliche drei kurze Bäche ein; in Lower Glenastle Loch mündet ein Bach namens Struthan na Criche. Sie speisen ein Volumen von rund 590 Kubikmetern. Das sich im Wesentlichen nach Osten erstreckende Einzugebiet der Seen umfasst 340 Hektar und besteht zu 77 % aus Heideland und zu 13 % aus Grasland, während Grundwasser 4 % des Zuflusses ausmacht. Die kombinierte Seefläche beträgt rund zwölf Hektar. Die mittlere Tiefe der Seen ist mit 4,9 Metern beziehungsweise 4,8 Metern angegeben. Am westlichen Ende fließt aus dem Lower Glenastle Loch der Abhainn Alt Astail ab, der sich nach 1,5 km an der Westküste von Oa in den Atlantischen Ozean ergießt.

## Umgebung
Am Nordufer von Loch Glenastle befand sich einst die Streusiedlung Glenastle, die sich 1,5 km in westlicher Richtung über Tornabakin bis nach Lower Glenastle ausdehnte. Die Ortschaft wurde jedoch wahrscheinlich schon im 19. Jahrhundert aufgegeben.